# Verliebt in scharfe Kurven
Unter dem Verleihtitel Verliebt in scharfe Kurven kam die 1962 entstandene italienische Filmkomödie Il sorpasso in der Bundesrepublik Deutschland in die Kinos. Der Originaltitel des Spielfilms bezeichnet wörtlich „Das Überholen“. Am ursprünglich von Ettore Scola und Ruggero Maccari verfassten Drehbuch schrieb auch der Regisseur des Films, Dino Risi, mit. Vittorio Gassman und Jean-Louis Trintignant spielen zwei charakterlich grundverschiedene Männer. Aus ihrer Gegensätzlichkeit erwächst ein Humor, der mit einer tiefen Tragik grundiert ist. Das Werk porträtiert Italien auf dem Höhepunkt des Wirtschaftswunders in der Nachkriegszeit, seinen Wandel zu einer Konsumgesellschaft sowie das Bröckeln althergebrachter Vorstellungen von Ehe, Familie und des Patriarchats. Gegenüber der Konsumorientierung und insbesondere der Popularisierung des Autos nimmt es eine skeptische Haltung ein. In Italien die besucherstärkste einheimische Produktion seines Jahrgangs, ist der Film ein zentrales Werk der Commedia all’italiana und gilt als künstlerisch gelungenstes Werk Risis.

## Handlung

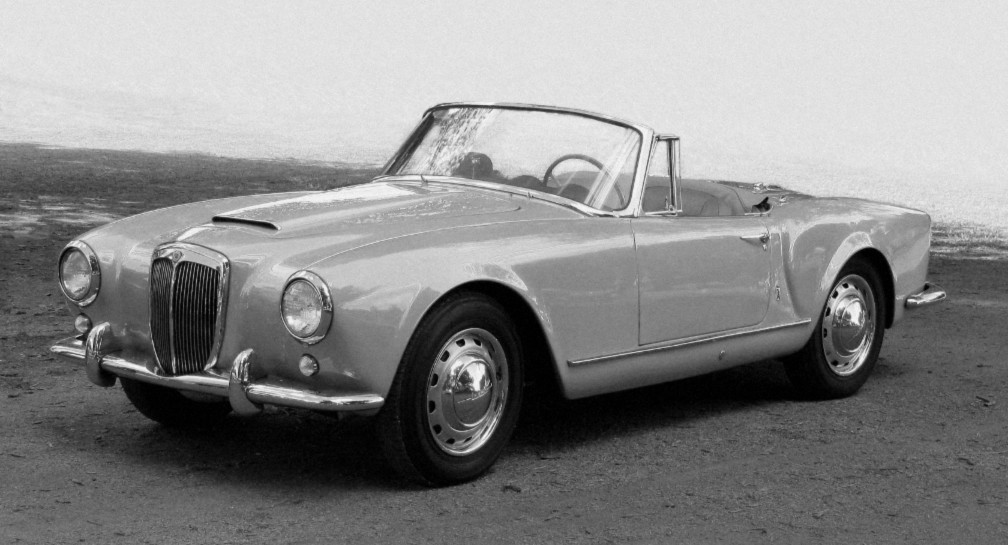
Bruno fährt einen Lancia Aurelia Convertibile GT 2500

Im Hochsommer, am Festtag Ferragosto, sind die Straßen Roms beinahe entvölkert und alle Läden geschlossen. Bruno, etwa vierzig Jahre alt, kurvt mit seiner Lancia Aurelia Convertibile umher, auf der Suche nach einem Zigarettenautomaten und einem Telefon. Er möchte einer mit ihm verabredeten Frau mitteilen, dass er sich verspätet. Im offenen Fenster eines Wohnhauses entdeckt er einen jungen Mann, der ihm die Benutzung seines Telefons erlaubt. Roberto ist Student der Jurisprudenz und paukt für die anstehenden Prüfungen. Da Brunos Verabredung geplatzt ist, überredet er den zögernden Roberto, mit ihm eine Runde zu fahren, um etwas zu trinken.
Sie fahren auf der Via Aurelia entlang der tyrrhenischen Küste und lernen sich ein wenig kennen. Die Suche nach einem offenen Lokal und die Verfolgung zweier deutscher Touristinnen führen das ungleiche Paar immer weiter von Rom weg. Bruno gibt sich großzügig und „lädt“ Roberto wiederholt zum Essen oder auf ein Getränk ein, „leiht“ sich dann aber vom Studenten das jeweils notwendige Geld, um die Rechnungen zu begleichen. Brunos einziger Besitz von Wert scheint sein elegantes, doch lädiertes Sportcabrio zu sein. Luxus und Fetisch zugleich, ist es mit Schallplattenspieler und Fanfaren-Hupe ausgestattet. Mit Edoardo Vianellos Sommerhit Guarda come dondolo (etwa: „Schau mal, wie ich swinge“) auf den Lippen, jagt Bruno durch die Gassen Roms, rast hupend, mit 120 km/h und mehr, auf den Überholspuren der Landstraßen und verspottet dabei langsamere Verkehrsteilnehmer. Im Laufe des Tages muss Bruno jedoch mehrmals die verschmutzten Zündkerzen wechseln, vermutlich, weil er selbst nicht fähig ist, sein Auto selbst zu warten oder weil ihm das Geld für einen Werkstattbesuch fehlt.
Laut eigener Aussage bestreitet Bruno seinen Lebensunterhalt, offenkundig mehr schlecht als recht, als Zwischenhändler von Dingen, die gerade „Konjunktur haben“: Antike Möbel, aber auch eine Ladung Kühlschränke, die bei einem Verkehrsunfall beschädigt wurden, dessen Zeugen er und Roberto unterwegs geworden sind. Ein Blick auf das, mit einer Plane abgedeckte, tote Unfallopfer lässt Bruno nur kurz innehalten. Ein hinter der Frontscheibe seines Wagens provisorisch befestigtes Schild mit der Aufschrift Camera Deputati scheint ihn als Parlamentsabgeordneten auszuweisen, dient aber wohl eher als Täuschungsmanöver, um bei seinen zahlreichen Verkehrsverstößen die Polizei zu beeindrucken. 
Bei einer Fischsuppe in Civitavecchia offenbart Bruno einmal mehr seine lockeren Ansichten in Sachen Liebe und Sexualität, während Roberto in dieser Hinsicht konservativ, ja geradezu verklemmt denkt. Bruno hingegen verkehrt auch mit billigen Straßenmädchen, die für ihre Dienste kaum mehr als 2000 Lire verlangen (zum Vergleich: Im Film kosten eine Tankfüllung 3000 Lire und ein Glas Cynar 1000 Lire). Kurz darauf nimmt sich Bruno ein Zimmer zur Siesta, will dort aber die Kellnerin verführen. Die junge Frau scheint allerdings ein Auge auf Roberto geworfen zu haben. Dieser, der seine Chancen bei Frauen entweder nicht erkennt oder zurückschreckt, diese wahrzunehmen, nutzt die Gelegenheit, sich von Bruno abzusetzen. Er will nun auf eigene Faust im nahen, ländlichen Grosseto seinen Onkel und mehrere Tanten besuchen. Bruno greift Roberto unterwegs auf und berichtet, dass ihn die Bedienung abgewiesen hat. Als er lachend den Verdacht äußert, dass Roberto ihn habe loswerden wollen, verneint dieser wahrheitswidrig. Darauf erklärt ihm Bruno, dass er ihn mag und fährt ihn nun zu den Verwandten. Bei ihnen verbrachte Roberto in seiner Kindheit vermeintlich glückliche Tage, hat sich aber seit Jahren nicht mehr bei Onkel und Tanten gemeldet. Kaum in dem schlossähnlichen Anwesen angekommen, nimmt Bruno die dortigen Verhältnisse mit dem ungetrübten Blick des Fremden war. Beispielsweise identifiziert er den effemierten Hauswirtschafter sofort als Homosexuellen, wozu auch dessen Spitznamen „Occhiofino“ beiträgt (ein Wortspiel mit dem ital. Begriff Finocchio, der übersetzt Fenchel bedeutet, aber auch Schwuchtel). Robertos als Anwalt tätigen Cousin Alfredo, der mit seiner schönen Frau und seinem neuen Fiat 1500 protzt, entlarvt Bruno als ein „Kuckuckskind“: Allem Anschein nach sei nicht Robertos Onkel dessen Erzeuger, sondern der anwesende Gutsverwalter, dessen Augen und Gestik jener des Cousins verblüffend ähnelten. Dank seines extrovertierten Charismas steht der Neuankömmling Bruno rasch im Mittelpunkt des Interesses und darf sich ein Verhalten erlauben, dass bei Roberto früher nie toleriert worden war. Dennoch fühlt sich Bruno bald angeödet und drängt zum Aufbruch. Roberto hat unterdessen erkannt, wie unzutreffend seine Kindheitserinnerungen und sein Bild der Familie gewesen sind, und bekommt Zweifel an seiner Lebensweise.

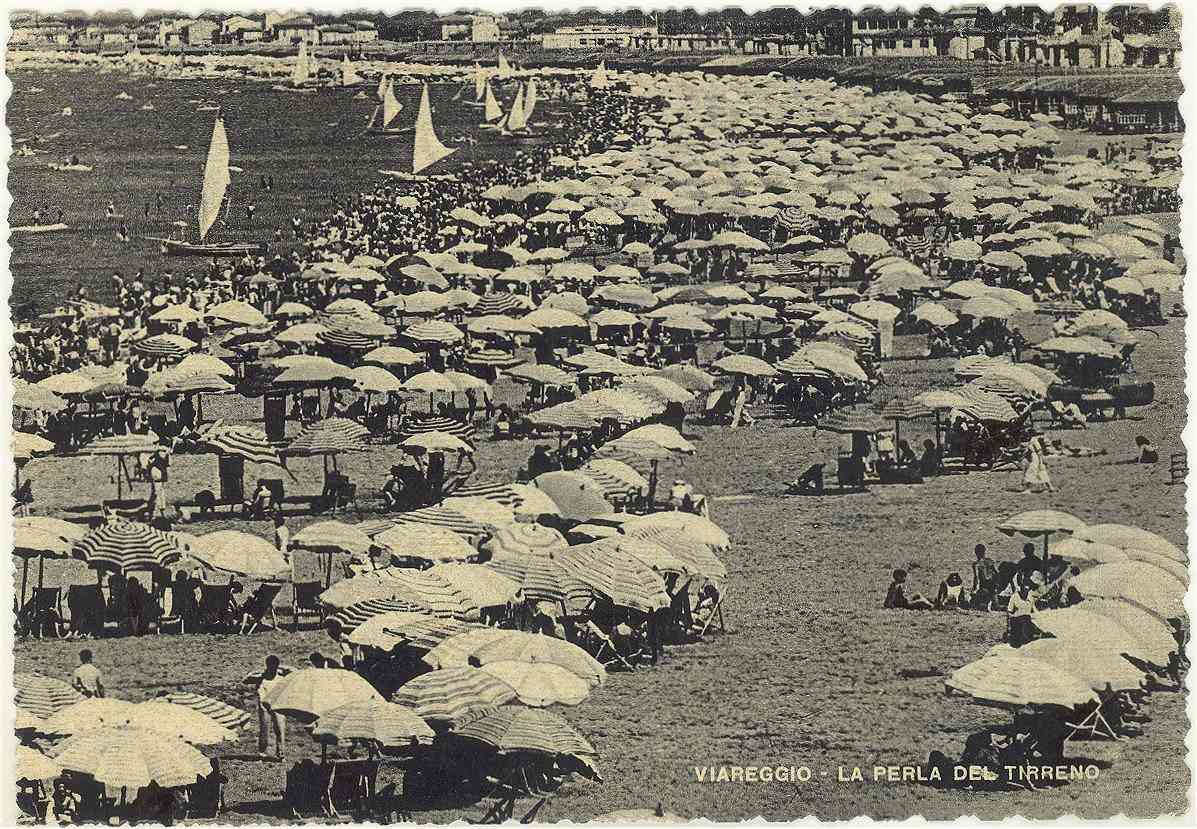
Der Strand von Viareggio auf einer Postkarte von 1955

Beim Halt in einer Kleinstadt trennen sich fürs Erste die Wege der beiden: Bruno ist in die Arme eines Auftraggebers gelaufen, von dem er vor einiger Zeit einen Vorschuss kassierte, dann aber untertauchte. Nun muss er sich der Abendgesellschaft des nur Commendatore Genannten anschließen, um die Wogen zu glätten. Das hindert ihn allerdings nicht, mit Carla, der Begleitung seines Gläubigers, anzubandeln. Roberto begibt sich zum Bahnhof, muss aber feststellen, dass der nächste Zug nach Rom erst am nächsten Morgen abfährt. In einer jungen Frau glaubt er seine Nachbarin zu erkennen, in die er heimlich verliebt ist, mit der er aber noch nie ein Wort gewechselt hat. Nun fasst er sich ein Herz, nur um festzustellen, dass er einer Verwechslung aufgesessen ist. Trotzdem lässt sich die junge Frau, die offenbar Gefallen an Roberto findet, auf ein Gespräch mit ihm ein, wird dann aber von ihrem Bruder abgeholt. Roberto kehrt nun zu jenem Lokal zurück, in das sich Bruno mit seinem Gläubiger begeben hat. Auch hier wirft ihm eine am Nebentisch sitzende, attraktive junge Frau auffordernde Blicke zu, doch Roberto bleibt passiv. Kurz darauf wird Bruno von zwei Insassen eines Fiat 600 in eine Schlägerei verwickelt, die er kurze Zeit vorher, während eines aggressiven Überholmanövers, in Rage versetzt hat. Der Tumult lässt den Commendatore mit seiner Entourage die Flucht ergreifen, so dass Bruno um weitere Rechtfertigungen gegenüber seinem Gläubiger herumkommt.
Roberto hilft Bruno und steigt damit weiter in Brunos Ansehen. Nun brechen sie zu Brunos Ehefrau Gianna auf. Beide lernten einander, mit Anfang 20, 1945 kennen, als Bruno Gianna noch zu beeindrucken vermochte, indem er als falscher Marineoffizier auftrat. Als Gianna schwanger wurde, erfolgte die Hochzeit. Jetzt leben beide schon lange getrennt. Die von Gianna gewünschte Annullierung der Ehe hatte Bruno einst hintertrieben (Ehescheidungen wurden in Italien erst ab 1970 möglich). Die 600.000 Lire, die ihm Gianna für das Annullierungsprozedere gab, nutzte er für eigene Zwecke. Bruno unterhält noch losen Kontakt zu seiner Frau, hat aber sie und die gemeinsame, inzwischen 15-jährige Tochter Lilli zuletzt vor drei Jahren gesehen. Die resolute Gianna führt längst ein selbstbestimmtes Leben als Modezeichnerin. Sie arbeitet in Pisa, verbringt jedoch den Sommer in einem eigenen, modernen Landhaus. Bruno erfährt, dass Lilli mit einem nur „Bibi“ genannten Industriellen verlobt ist, der vom Alter her ihr Großvater sein könnte. Lilli mag, aber liebt Bibi nicht, schätzt an ihm aber, dass er ihr berufliches Fortkommen unterstützen will und ihr ein geordnetes Leben in Wohlstand verspricht. Bruno behagen Lillis Pläne nicht und er versucht, seine vermeintlichen Rechte als Vater und Ehemann auszuspielen. Er scheitert indes kläglich am selbstbewussten Verhalten von Mutter und Tochter. Als Gianna später auch noch einen sexuellen Annäherungsversuch Brunos zurückweist, bläst der frustriert zum Aufbruch. Schließlich verbringen er und Roberto die Nacht am Meer, in zwei Strandliegen.
Nach ihrem morgendlichen Erwachen geraten die beiden Männer in eine ausgelassene Badegesellschaft, zu der zufälligerweise auch Brunos Frau, Tochter und deren Verlobter stoßen. Gemeinsam verbringen sie den halben Tag am und auf dem Wasser. Bruno fährt Wasserski und gewinnt beim Pingpong gegen Lillis Verlobten Bibi 50.000 Lire, so dass er 
seine 10.000 Lire Schulden bei Roberto begleichen kann. Roberto findet den Mut, das Mädchen aus seiner Nachbarschaft, in das er verliebt ist, das er aber nie angesprochen hat, in ihrem Ferienort Viareggio anzurufen. Man teilt ihm mit, dass sie erst am Abend erreichbar sein wird. Spontan erklärt sich Bruno bereit, Roberto zu ihr zu fahren.
Unterwegs verkündet Roberto, er habe soeben die besten zwei Tage seines Lebens verbracht. Nun feuert er begeistert Bruno hinter dem Lenkrad an. Als der an einem steilen Abschnitt der Küstenstraße bergauf einen Fiat 2300 S Coupé zu überholen versucht, findet Brunos Wagen seinen Meister. Aufgrund der verschmutzten Zündkerzen kann Bruno nicht ausreichend beschleunigen, er gerät auf die Gegenfahrbahn, wo ihn ein entgegenkommender Laster zum Ausweichen zwingt. Bruno gelingt es gerade noch, aus dem Fahrzeug springen, bevor es die Klippen hinabstürzt und Roberto in den Tod reißt.

## Figuren, Form und Themen

### Bruno und Roberto
Bruno tritt draufgängerisch und selbstsicher auf, extrovertiert und redegewandt, leichtlebig und unbekümmert. Er erscheint „großspurig, aber nicht ohne Charme im Auftreten, nie um eine schlagfertige Antwort oder um einen Taschenspielertrick verlegen“. Gewandtheit zeigt er im „arrangiarsi“, der Fähigkeit mancher Italiener, mit Schläue, Verführungskraft und Verwegenheit zu improvisieren und im Leben zurechtzukommen. Mit Fremden findet er sofort zu vertrautem Umgang. Freilich bleiben diese Beziehungen oberflächlich und kurzlebig. Seine einsamen Runden zu Beginn des Films und der vergebliche Anruf bei einer mit ihm verabredeten Frau zeigen Bruno in einer Situation sozialer Isolation. Das ist der erste in einer Reihe fehlschlagender Versuche, eine Frau zu Sex zu veranlassen. Oft wurde vermerkt, seine „vehemente Sicherheit“, seine „forcierte Lustigkeit“ und „übersteigerter Hedonismus“ seien eine Flucht vor Selbsterkenntnis und verdeckten seine Angst vor Einsamkeit, Leere und Angst vor dem Tod. Er stehe vor einem „unerfüllten, ungemeisterten Dasein“, und die Überholmanöver stellten eine „kraftlose Revanche an den Fehlschlägen der Existenz“ dar.
Letztlich ist Bruno ein Simulant: Seine Lebensfreude und seine Gleichgültigkeit gegenüber sozialen Problemen sind Ergebnis einer Anstrengung – er versucht sein Auftreten jenem einer gehobenen Schicht anzupassen, die ihn nicht als einen der ihren anerkennt. Ein Geschäft ist geplatzt, er schuldet einem Partner eine Summe und hat auf seinem Ausflug nicht einmal Kleingeld dabei. Sein Leben ist in Szene gesetzt, er spielt Größe vor, „abzulesen auf dem Tachometer“. Dabei handelt er moralisch verantwortungslos. Wenn er sagt: „Wir Autofahrer müssen einander beistehen“, meint er den Beistand zur Umgehung von Vorschriften und Gesetzen. In den Worten des Regisseurs ist Bruno „jemand, der zerstört, weil er nicht aufbauen kann, ein typischer Italiener, oberflächlich, faschistisch. Er ist ein Machtloser, ein Unentschlossener, stark im physischen Gebaren, im Frappieren, aber ohne echte Eigenschaften, ohne Moral.“
In seinem Auftreten ist Roberto das Gegenteil von Bruno. Introvertiert, zögernd und gehemmt, verhält sich der schüchterne Student pflichtbewusst und sittsam. Er ist den „alten“ Werten verpflichtet, Verzicht zu üben, Ersparnisse zu bilden und zu investieren. Folglich ist er seinem Studium ergeben, raucht nicht und kann nicht Auto fahren. Vom Geschehen um sich herum fühlt er sich oft überrollt. Er zweifelt an seinen Entscheidungen und fragt sich, ob er das richtige Leben führt. Bruno rät ihm, er solle sich ins Leben stürzen. Roberto entgegnet, das habe er sich oft gewünscht, dann aber innegehalten, weil er nicht gewusst habe, wo er landen wird.

### Vagabundierende Erzählung
Als ein Film des Unterwegsseins wird Verliebt in scharfe Kurven oft dem Road Movie zugerechnet, oder als Mischung daraus und einem „Strand-/Ferienfilm“. Indem die Autoren ihre Protagonisten reisen lassen, können sie leichter die italienische Gesellschaft durchmessen und beschreiben. Die Erzählung weist keinen stringenten dramatischen Bogen auf, sie reiht episodisch für sich allein stehende Pointen und knapp skizzierte Karikaturen. Manche Figuren tragen sprechende Namen, wie Onkel Occhiofino (der umgangssprachliche Begriff finocchio bezeichnet einen Schwulen). Insbesondere während der ersten Hälfte erscheine der Film, so Cattivelli (1964), wie eine „Miniaturmalerei“, „ein kleines farbiges Mosaik von schnurrigen Einfällen, Zufällen, Begegnungen, kleinen Abenteuern“. Die beiden Protagonisten fassen Entschlüsse und lassen sie bald zugunsten neuer fallen.
Einstellung aus
Verliebt in scharfe Kurven 

Roberto (links) und Bruno

Link zum Bild

(Bitte Urheberrechte beachten)
Die Komik und Spannung des Films entsteht nicht aus dem Handlungsverlauf, sondern aus der Gegensätzlichkeit der beiden Protagonisten. Nebeneinandergestellt wirft jeder ein erhellendes Licht auf den anderen. Bruno spricht Manches aus, was Roberto zwar denkt, aber auszusprechen sich nicht getraut. Zwar beherrscht Bruno aufgrund seiner extrovertierten Persönlichkeit die Szenerie, doch ist Roberto ein eigener Raum vorbehalten, weil er seine Gedanken als innere Monologe den Zuschauern mitteilen darf. Vor diesen Monologen erscheint Bruno umso gedankenloser. Dennoch erteilt er seinem jüngeren Gefährten Ratschläge fürs Leben, unter anderem, sich ein Mädchen zu nehmen, sonst werde er im Alter „einsam wie ein Hund“ sein. Über die ganze Erzählung hinweg kommt Bruno stets irgendwie davon, Roberto bleibt immer ein Verlierer. „Der Unschuldige, «das Lamm», das bezeichnete Opfer, bezahlt für den sympathischen Verantwortungslosen, den einzigen Nutznießer göttlicher Gnade.“

### Tragikomik
In Verliebt in scharfe Kurven mischen sich Komödie und Tragödie, ein wesentliches Merkmal des Genres der Commedia all'italiana. Ein glückliches Ende, das die Figuren untereinander oder mit der Gesellschaft versöhnte, ist in diesen Filmen nicht üblich. Wo sich ein solches Ende anzubahnen scheint, wird es oft schroff abgebrochen. Die erzählte Reise in den Tod sei ein kurzer Abriss des ganzen Genres, meinte Bernardi (1993). „Die Commedia all’italiana ist ein keuchender, verwirrter, fröhlicher wie schmerzhafter Lauf zum Tod hin.“ Für Roberto, den Ikarus der Gegenwart, sei das Auto das Flügelpaar, das ihn dem Abgrund entgegentrage. Allerdings fand der film-dienst 1964, gegenüber dem Hauptteil des Films, in dem Bruno eine Faszination auf das Publikum ausübe, habe der Schluss zu wenig Gewicht, um als „hinlängliches Korrektiv“ zu wirken. Während teils die Ansicht vertreten wird, Robertos Tod komme für das Publikum unerwartet, sehen andere das tödliche Ende bereits in den ersten 20 Filmminuten angedeutet: Als düstere Vorzeichen gelesen werden können der von Roberto gewünschte, von Bruno aber verworfenen Abstecher zu einem antiken etruskischen Friedhof, sodann der unbeabsichtigte Besuch einer Zweite-Weltkrieg-Kriegsgräberstätte, auf den es das Duo bei der Verfolgung der beiden deutschen Touristinnen verschlägt, und zuletzt die Vorbeifahrt an einem Unfallort, mit der am Fahrbahnrand liegenden, von einer Plane verdeckten Leiche des Fahrers eines mit einem Lkw kollidierten Pkws.

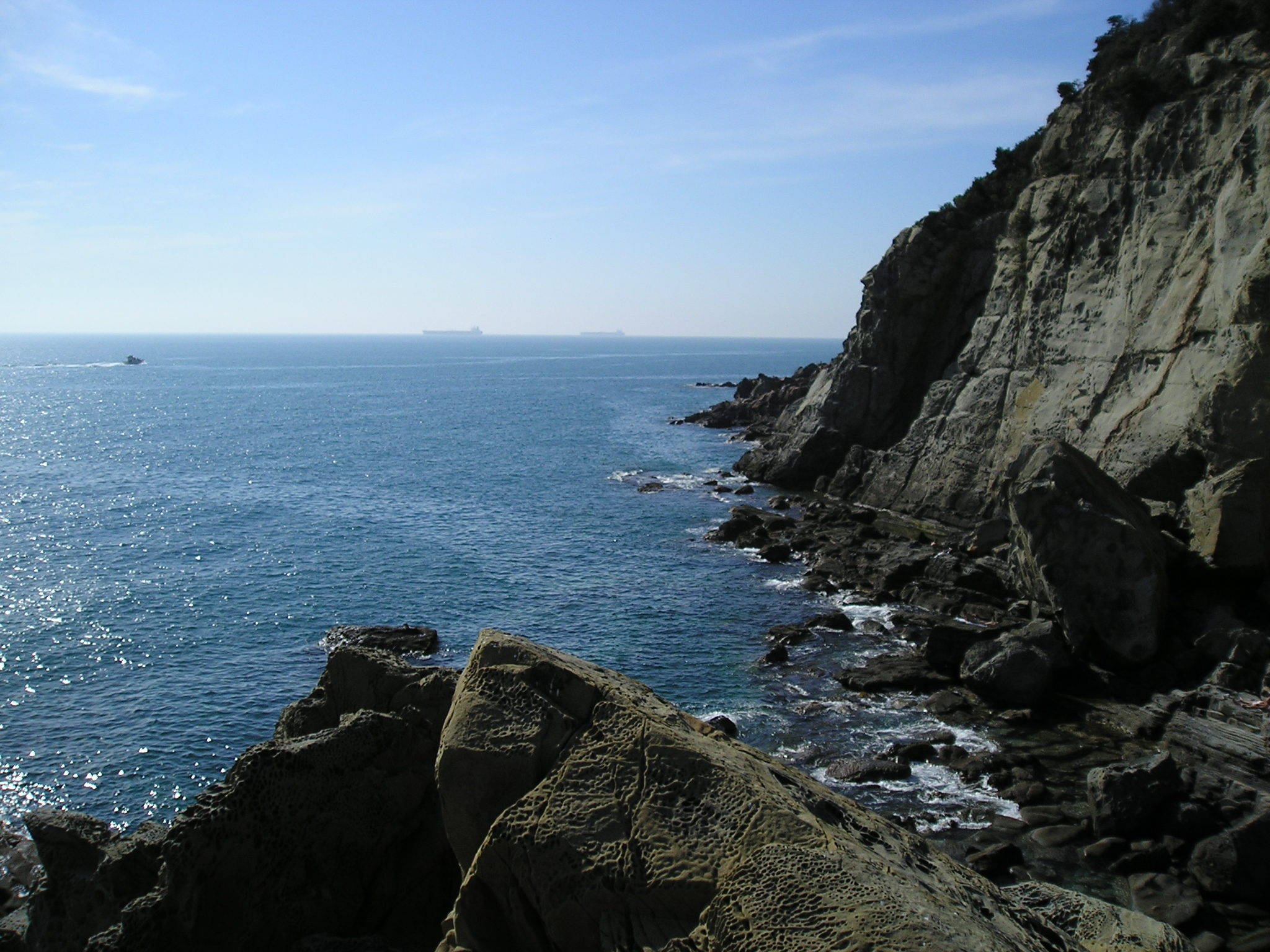
Die Klippen bei Calafuria, der Gegend, wo der Film endet.

Die Tragikomik verleiht dem Werk eine Mehrschichtigkeit. „Zunächst ist Dino Risis Film nur eine Aneinanderreihung drolliger Episoden, Bruno spielt sich auf und Roberto staunt. Doch schon der Besuch bei den Verwandten ist mehr, die Regie verweilt, malt aus, die Umrisse der Figuren werden schärfer. Die Unbekümmertheit ist nicht mehr ganz echt, was folgt, ist melancholisch“ fand Nettelbeck (1964). Cattivelli (1964) erläuterte, hinter der Abfolge zusammenhangloser Szenen gäre langsam „etwas Subtileres und Konsistenteres: die Geschichte einer beginnenden Freundschaft. Es findet eine Art Osmose statt, die die anfangs schematisch kontrastierenden Umrisse der beiden Figuren verwischt und der einen etwas von der anderen gibt.“ Im Hintergrund herrsche eine kaum fassbare Melancholie, die allmählich eine zweite Ebene der Erzählung spürbar werden lasse. Und Gili (2008) zufolge wolle Risi mit seinem Stil zunächst unterhalten, um den Blick des Zuschauers leichter an das Unerträgliche zu gewöhnen. Nur zu einem Teil sei Il sorpasso eine Komödie; „das Drama ist nicht zu trennen vom Lachen, die Tragik der Condition humaine schmückt sich mit dem Flitter der Ironie, des Hohns und des Zynismus.“ In der letzten Szene, als Bruno auf den zerschellten Wagen hinunterblickt, entwickle Risi zwischen Gewalt und Zärtlichkeit eine Poesie der Verzweiflung.

### Einfache Bilder, Jazz und Twist
Risi erlaubt sich einen Seitenhieb gegen seinen weltweit bekannteren Regiekollegen Michelangelo Antonioni. Bruno bemerkt zu Roberto: „Hast du Liebe 1962 gesehen? Ich bin eingeschlafen, wie langweilig…“ Diese Anspielung auf Antonionis Film kann man als spöttische Haltung gegenüber einem intellektuellen Kino und als Betonung eines Antagonismus zwischen den populären Komödien und den „ernsthaften“ Filmemachern deuten. Auf eine anspruchsvolle Ästhetik wie im italienischen Autorenkino, zu dem Antonioni zählte, verzichtet Verliebt in scharfe Kurven, gleich anderen Filmen der Commedia all’italiana. Die Kamera beobachtet die Protagonisten stets aus einer gewissen Distanz und meistens mittels längerer Brennweiten. Ihre schnellen Bewegungen und ein hohes Schnitttempo bestimmen die Geschwindigkeit des Films. Dieser Rhythmus vermittle, meinte Fournier Lanzoni (2008), den Eindruck von Instabilität, und dass das Schicksal der Reisenden an einem seidenen Faden hänge.
Die Filmmusik setzt sich zusammen aus schnellen Jazzstücken, die Riz Ortolani für den Film schrieb, und aktuellen italienischen Gassenhauern. Dazu gehören das leitmotivische Guarda come dondolo (1962) von Edoardo Vianello, Saint Tropez Twist (1962) von Peppino di Capri und Quando quando quando (1962) von Tony Renis, die alle mehrfach zu hören sind, aber auch Domenico Modugnos Vecchio Frack (1958). Bei den Stücken handelt es sich, je nach Standpunkt, um „Gebrauchs-Popmelodien“ oder ein „akustischer Hintergrund aus grellen, heulenden, säuselnden und sich wiederholenden Twistmelodien“.

### Eine Nation auf der Überholspur
Während der 1950er Jahre erlebte Italien ein Wirtschaftswunder. Das Bruttoinlandsprodukt wuchs mit jährlichen Raten von über 5 %, von 1958 bis 1963 sogar mit durchschnittlich 6,6 %. Damit übertraf das Land westeuropäische Nationen wie Frankreich oder Großbritannien, am Ende des Jahrzehnts auch die Bundesrepublik, und holte einen beträchtlichen Teil seines Rückstands gegenüber Westeuropa auf. Insbesondere die exportstarke Industrie blühte auf. Zwischen 1950 und 1963 verelffachte sich die Zahl der hergestellten Pkw auf 1,1 Millionen. Verliebt in scharfe Kurven war eine der ersten Filmkomödien, die sich mit dem gesellschaftlichen Wandel beschäftigte, den das Wirtschaftswunder in Italien ausgelöst hatte. 1962, im Entstehungsjahr des Films, erreichte die Konjunktur ihren Höhepunkt. Im Schnappschuss dieses Wandels hallen Bedenken über die entstandene Konsumgesellschaft nach. Filmhistoriker erachten das Werk als wertvolle Veranschaulichung der italienischen Gesellschaft der frühen 1960er Jahre. Aufgefächert wird ein ganzer Katalog der sich bietenden, aufgekommenen Konsummöglichkeiten, erreichbar über ein dichtes Netz von Supermärkten, Nachtklubs, Zigarettenautomaten und Münzfernsprechern. Diese Verkaufsstellen sind im Film sehr präsent, ebenso die Autoradios und Musikautomaten, die die Hörgelegenheiten ausweiteten. Ironischerweise sind zu Filmbeginn in Rom alle Läden geschlossen, weil fast die ganze Bevölkerung den Freizeit- und Ferienangeboten außerhalb der Stadt folgt. Die Handlung ist in der Freizeit angesiedelt, sie spart die Arbeitswelt aus. Der Landflucht, die Italien damals ergriff, trägt die Erzählung Rechnung, indem sie sich hauptsächlich an den Küsten und in den Städten abspielt und den Abstecher aufs Land kurz hält.

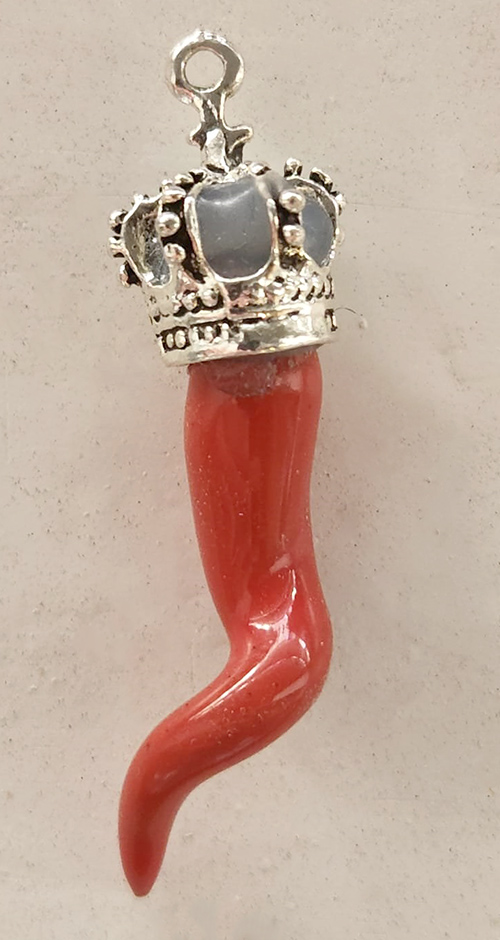
Cornicello-Anhänger, ähnlich jenem im Film

In der Szene, in der Bruno einen Radfahrer überholt und ihm zuruft, sich doch eine Vespa zu kaufen, ist die Entwicklung der Mobilität abgebildet, vom Fahrrad über die Vespa und den Fiat 500, der 1958 auf den Markt kam, bis zum Sportwagen. Das Automobil wandelte sich vom Luxus- zum Massenkonsumgut; der Bestand an Autos schnellte von 240.000 im Jahr 1950 auf fast 4 Millionen im Jahr 1963 hoch. Anfang der 1960er Jahre hatte Italien das längste Autobahnnetz Europas. Zugleich war es das letzte westliche Land, das sich, im Jahr 1959, eine Verkehrsgesetzgebung gab. Das erhöhte Verkehrsaufkommen hatte die Zahl der Unfälle und der Verkehrstoten stark ansteigen lassen. Im schlimmsten Jahr, 1960, ereigneten sich in Italien 276.000 Verkehrsunfälle mit 7.680 Toten. Bruno ist gewappnet mit allem Zubehör, das viele italienische Automobilisten damals mitzuführen pflegten: Fahrerhandschuhe, eine Heiligenfigur am Armaturenbrett und ein vom Rückspiegel herab hängendes „Italienische Horn“ (Corno bzw. Cornicello, ein bspw. aus Edelmetall oder Kunststoff gefertigter Glücksbringer, ähnlich der deutschen Hasenpfote). Sein Wageninneres ziert zudem eine Plakette mit dem Konterfei von Brigitte Bardot und der Inschrift Sii prudente. A casa ti aspetto io („Fahr vorsichtig. Zuhause erwartet Dich mich“).
Die Funktion des Autos als Fortbewegungsmittel tritt hinter seine Rolle als Statussymbol zurück. Für Celli/Cottino-Jones (2007) symbolisierte es die Dynamik, Unvorhersehbarkeit und sexuelle Vitalität des entfesselten sozialen Wandels. Es dient Bruno als Verlängerung seines Körpers. Brunos aggressives Überholen und Behupen anderer Verkehrsteilnehmer wird auch verstanden als eine Geste, mit der er sich seiner sozialen Überlegenheit über jene vergewissern will, die sich nur billigere Fahrzeuge leisten. Trotz Vaterschaft und gescheiterter Ehe strebt er danach, seine Jugendzeit auszudehnen. Einst war der Aurelia Sport ein Symbol für Aufstieg, Macht und Kraft, das älteren Herren erlaubte, sich jünger zu geben als sie es waren; 1962 ist dieses Statussymbol schon angejahrt, wird nicht mehr hergestellt, und Brunos Exemplar weist notdürftige Ausbesserungen an der Lackierung auf.

### Wandel von Werten und Sitten
Neben dem wirtschaftlichen Wandel erfasst Risis satirische Betrachtung die Sitten seiner Gegenwart und die gelebten Vorstellungen von Ehe und Familie. Die Modernisierung erschütterte die tradierte patriarchale Struktur des Landes, die Frauen ließen sich immer seltener von Vätern bei der Partnerwahl und von Ehemännern in der Lebensführung bevormunden. Die gesteigerte Mobilität bedrohe den familiären Zusammenhalt, argwöhnten Skeptiker im erzkatholischen wie im Linksaußen-Lager.
Zu Beginn fühlt sich Roberto noch den alten Werten verpflichtet. Er ist bereit, wider seine Überzeugung den Berufsweg des Anwalts einzuschlagen, weil die Familie das von ihm erwartet. Er schwärmt schüchtern für ein Mädchen aus der Nachbarschaft. Bruno belächelt diese Verbundenheit mit einem einzigen Mädchen als eine überkommene Haltung; für ihn ist Sex ein weiteres Konsumgut. Doch durch die Lüftung der Familiengeheimnisse entdeckt Roberto, wie so manche Italiener in jenen Jahren, dass sich viele Menschen hinter der Fassade traditioneller Moral nicht weiter um diese Wertvorstellungen scheren.
Man kann in Roberto und Bruno Repräsentanten bestimmter italienischer Schichten sehen. Während Robertos Verwandte „solide bürgerlich“ sind, ist Brunos Familie durch und durch modern: Zerfallen, mobil und vergnügungsorientiert. Bruno und seine Ehefrau leben getrennt, sind aber nicht formell geschieden, weil die Scheidung in Italien erst ab 1970 gesetzlich möglich war. Seinem prekären beruflichem Status steht der Erfolg seiner Ehefrau gegenüber, die eine gut bezahlte Arbeit in der Werbebranche hat, also im innersten Zentrum der Konsumgesellschaft. Sie behandelt ihn wie ein starrköpfiges Kind.
Steht Roberto für den typischen Italiener der unmittelbaren Nachkriegszeit, der die soziale Ordnung achtet und erhalten will und sich in sein Schicksal ergibt, so vertritt Bruno das darauf folgende aufstrebende Italien, euphorisch und sorglos. Mit dem Tod Robertos zieht die Erzählung einen drastischen allegorischen Schluss. Kaum ist er aus seiner beschützenden Tradition entwurzelt, verliert er seine innere Haltung und wird in eine Kultur aus Konsum und Geschwindigkeit gesogen. Die Erzählung erlaubt jetzt nur noch seinen plötzlichen Unfalltod. Laut Gili (1983) porträtiert das Werk eine Gesellschaft auf der Flucht nach vorne, eine Gesellschaft, die keinen Augenblick innehalten kann aus Angst, der Künstlichkeit ihres Wohlergehens gewahr zu werden, aus Angst, hinter der Fassade ein Nichts zu entdecken. Der Tod Robertos mache Bruno genau das bewusst, führe ihn aus einem tierischen In-den-Tag-hinein-Leben zur Menschlichkeit. Demgegenüber sah Günsberg (2005) im Filmschluss den Untergang der zwischenmenschlichen Beziehungsformen aus der Vor-Konsum-Ära und vermutete, Bruno werde einen neuen Wagen kaufen und einen neuen „Freund“ finden. Midding (2010) meinte: „Risi war fest davon überzeugt, dass gerade der tragische Ausgang den Erfolg des Films ausmachte: Er schlug einen Widerhaken in die Unbekümmertheit des Booms.“ Der Regisseur habe die Italiener weder anklagen noch rechtfertigen wollen. Als ein „redlicher Hedonist“ habe er die Vergnügungssucht seiner Landsleute skeptisch betrachtet und der Entwicklung nachgespürt, wie sie immer materialistischer und selbstsüchtiger geworden seien. Weder mystifiziert noch demystifiziert Risi seine Helden; er beschränkt sich auf eine objektive Beschreibung.

## Produktion, Kassenerfolg und Nachwirkung
Verliebt in scharfe Kurven war die zweite Zusammenarbeit von Dino Risi und Vittorio Gassman, die gemeinsam insgesamt fünfzehn Filme drehten. In seinen vielen Filmauftritten hatte Gassman bis dahin nur Nebenrollen innegehabt. Gemäß Risi war er in erster Linie ein Theaterschauspieler erhabenen Zuschnitts, und es sei ihm leichtgefallen, ihn für die komische Rolle des Bruno zu gewinnen und sein schlummerndes Talent zu nutzen. Gassman sei eine selten vorkommende Wandlung gelungen, denn meist wollten umgekehrt Komiker zu ernsthaften Darstellern werden. Zudem war es Gassmans erste komödiantische Rolle, in der er ohne viel Maske und darstellerischer Überzeichnung agieren durfte, wofür er dem Regisseur dankbar war. Ausgehend vom Drehbuch, das Ettore Scola und Ruggero Maccari verfasst hatten, brachte Risi beim Drehen weitere Ideen in den Film ein.
Auf dem heimischen Markt war Il sorpasso der erfolgreichste Film des Jahres 1962, mit 1,3 Millionen Eintritten und Einnahmen von 1,293 Milliarden Lire. Im Jahr danach legte Risi Il successo (wörtlich „Der Erfolg“) vor, wiederum mit Gassman und Trintignant besetzt. Il successo vermochte in Italien nicht an den Erfolg des ersten Films anzuknüpfen und kam im Koproduktionsland Frankreich ebenso wenig in die Kinos wie in der Bundesrepublik. In Lateinamerika, wo Il sorpasso sehr erfolgreich war, bezeichnet seither der Begriff „sorpasso“ einen imponiersüchtigen, verantwortungslosen Lebemann.
Die Erzählweise von Verliebt in scharfe Kurven war wegbereitend für einige Episodenfilme, die in Italien ab 1963 produziert wurden. Einer davon war Frivole Spiele (1964), das Regiedebüt von Ettore Scola. In einer der Episoden gibt Gassman eine sehr ähnliche Figur wie Bruno: Den Fahrer eines Sportwagens (mit demselben Hupton), der eine Frau ins Bett bekommen will. Den US-amerikanischen Filmemacher Dennis Hopper inspirierte Risis Film zu seinem Streifen Easy Rider (1969). Im Titel seines Films klingt der US-Verleihtitel von Il sorpasso an, The Easy Life. Auch er zeichnet auf der Reise zweier Männer den Zustand einer Nation, und endet für die Helden tödlich. Im deutschen Film findet man Im Lauf der Zeit (1976) von Wim Wenders. Darin reisen die beiden Protagonisten entlang der deutsch-deutschen Grenze, erfahren die Stimmung der Menschen und ringen mit ihren schwierigen Beziehungen zu Frauen. Sie tragen die Vornamen Robert und Bruno, ihre Geschichte geht aber nicht tragisch aus.

## Drehorte
Die Park-Szene am Hafen, kurz bevor Bruno in Civitavecchia sich eine Fischsuppe genehmigt, wurde in der Straße Calata della Rocca (42°05'32.9"N 11°47'25.9"E) gefilmt.

## Bewertungen

### Zeitgenössische Kritik
Noch bevor der Film in der Bundesrepublik zu sehen war, sprach die Zeitschrift Filmkritik ankündigend von „ausnahmslos positiven Kritiken der italienischen und französischen Filmkulturzeitschriften.“ Eine davon war die von Michel Delahaye in den Cahiers du cinéma: „Il sorpasso ist ein Film der Oberfläche, der Sie über die Oberfläche berührt, aber unaufhörlich in der Tiefe kitzelt. Risi ist ausgebildeter Mediziner und ein solcher geblieben: Er praktiziert Akupunktur.“ Die Schönheit des Films rühre von dem, was das Medium Film zunächst ausmache, seiner Oberfläche, doch der Regisseur lasse sie alles wiedergeben, was eine Oberfläche wiedergeben kann, nämlich die Gestalt des in der Tiefe Liegenden. Risi registriere die Sitten und Moden der gegenwärtigen Gesellschaft, die kleinen Unwägbarkeiten, welche die Stimmung einer Zeit ausmachen und die vor der Erfindung der Brüder Lumière für immer verschwanden. „Il sorpasso ist auch ein sehr lustiger Film.“
Verliebt in scharfe Kurven lief in der Bundesrepublik im Januar 1964 an. Der Spiegel nannte den Film in einer Kurzkritik „witzig, quick und bedenkenswert, aber auch ein wenig weinerlich.“ In der Zeit urteilte Uwe Nettelbeck: „„II Sorpasso“ ist ein doppelbödiger Film, vergnüglich und stichhaltig, komisch und melancholisch zugleich. Er beschreibt einen Zustand in der Bewegung.“ Aber auch: „„II Sorpasso“ ist ein kleiner Film, der eine ganze Menge recht sicher und unbekümmert erzählt, intelligent und absichtsvoll, der aber letztlich doch eher unterhält, als Einsicht vermittelt. Formal bleibt er mutlos auf halbem Wege stecken, und bei aller Scharfsicht, mit der Realität beschrieben ist, macht Risi es sich doch immer mal wieder mit Kinolösungen bequem.“ Die Frankfurter Allgemeine Zeitung lobte die Leistungen Gassmans und Trintignants. Der Originaltitel Il sorpasso deute die positiven Seiten von Risis Film an, während der deutsche Titel dessen Schwächen entspräche. Die Raserei führe zu einer „amüsanten Kette von Moment-Begegnungen, unverbindlich schillernd, zuweilen von drastischer Komik“, und der Besuch bei Robertos Verwandten stelle „eine in ihrer psychologischen Verspannung reizvolle Episode“ dar. Hingegen blieben die Szenen am Strand und in den Bars ein Klischee vom „süßen Leben“, da zersplittere „das Zufallskaleidoskop unter dem Druck des Zuviel“. Der Tod Robertos sei kein einfallsreiches, aber ein „logisches und pathetisches Finale“.
In Deutschland sei Dino Risi nicht angesehen, meinte Ulrich Gregor von der Filmkritik. Er fand Vittorio Gassman bewundernswert, „mit übersprudelndem Temperament, scheinbar der spontanen Eingebung gehorchend, in Wirklichkeit aber beherrscht bis in die kleinste Muskelregung und kritisch neben seiner Rolle stehend.“ Risi porträtiere die Figuren mit treffenden Beobachtungen. „Scheinbar zufällig erhascht die Kamera dabei immer wieder Details, die der zeitgenössischen Wirklichkeit entstammen. (…) Il sorpasso hat auch eine dokumentarische Seite, und es ist nicht die schlechteste des Films.“ Während der Gespräche Brunos mit seiner Tochter scheine zwar „der sonst so unbestechliche Blick des Films von Romantik umflort.“ Doch insgesamt stelle das Werk einen wichtigen Beitrag zur Interpretation der gegenwärtigen italienischen Gesellschaft dar. Allerdings fehle es Risi an Konsequenz, die Geschichte auf einer realistischen Ebene zu Ende zu erzählen. Stattdessen führe er „ein obskures Schicksal ein, das die Konflikte gerade an jener Stelle abschneidet, wo man eine Entscheidung oder wesentliche Entwicklungen erwartet hätte. Die gewaltsame Schlußwendung des Films könnte man auch auf den trivialen Hinweis reduzieren, kurvenreiche Uferstraßen lieber langsam zu befahren.“
Der film-dienst stellte fest, in der Bundesrepublik missverstehe ein beträchtlicher Teil der Kritiker den Film als reine Komödie, zu der die tragische Schlusswendung folglich nicht passe. Das ausgelassene Geschehen weise Zeichen eines subtilen Humors auf, doch unter der Oberfläche herrsche eine Spannung zwischen zwei völlig unterschiedlichen Lebensstilen. Die extremen Persönlichkeiten Brunos und Robertos beeinflussten sich gegenseitig und „drängen zum schwer faßbaren Kern einer Lebensmitte, die jene im Formalen so meisterhaft in der Schwebe gehaltenen Koordinaten von Heiterkeit und Schwermut schließlich als untrennbar zueinander gehörig erweisen könnte. Die bewundernswerte Leistung des Regisseurs Dino Risi ist es, diese Entwicklung beiläufig aus einer Fülle dokumentarisch exakt beobachteter Episoden abgeleitet zu haben.“

### Auszeichnungen
Vittorio Gassman räumte 1963 als bester Hauptdarsteller die beiden wichtigsten Filmpreise Italiens ab, das Nastro d’Argento und den David di Donatello. An den Filmfestspielen im argentinischen Mar del Plata ernannte die Jury Dino Risi zum besten Regisseur.

### Spätere Einschätzungen
Das Werk gilt inzwischen als Risis Meisterstück. So urteilte Fournier Lanzoni, Verfasser einer Monografie (2008) über die Commedia all’italiana, Risi zeige ein Gespür für das richtige Maß bei der Führung seiner Schauspieler und für ein nüchternes Erzählen, und verleite so das Publikum zum Nachdenken, ohne ihm einen moralischen Standpunkt aufzudrängen. In L'Avant-Scène Cinéma erschien 2004 eine Kurzkritik zur französischen DVD-Ausgabe. Verliebt in scharfe Kurven sei ein außerordentliches Vergnügen und zähle zusammen mit I mostri völlig offensichtlich zu Risis Meisterwerken.
Als Dino Risi 2008 verstarb, wurde der Film in den Nachrufen unter seinen Werken am häufigsten erwähnt und am ausführlichsten dargestellt, noch vor Der Duft der Frauen (1974). Gerhard Midding erklärte in epd Film: „Dino Risis berühmtester Film feiert das Leben im Zustand der Verfügbarkeit und legt zugleich Widerspruch ein gegen das, was Pasolini seinerzeit als »Konsumismus« geißelte. Gassman verleiht Bruno eine ungeheure, ebenso einnehmende wie mulmige Vitalität.“ Rolf-Ruediger Hamacher vom film-dienst galt der Film als Klassiker. „In diesem Kammerspiel in einem Cabrio verbinden sich kongenial Risis größte Tugenden: seine genaue Beobachtung von Personen und Situationen, die trotz aller Leichtigkeit immer auch nachdenklich machen, sowie seine präzise Schauspielerführung.“ In der Frankfurter Allgemeinen Zeitung urteilte Andreas Kilb: „„Il sorpasso“ (…) ist sein bester Film, weil er mit dem Herumstreunen ästhetisch Ernst macht.“